# Piia Venäläinen
Piia Venäläinen (* 5. Juli 1970) ist eine ehemalige finnische Biathletin.
Piia Venäläinen hatte ihre erfolgreichste Saison im Biathlon-Europacup 1988/89, als sie hinter Uschi Disl und Päivi Kontilla in der Gesamtwertung der Wettkampfserie Dritte wurde.

## Belege
1. ↑  fälschlicherweise ist auch die Schreibweise Pina Venäläinen weit verbreitet

| Personendaten    | Personendaten        |
| ---------------- | -------------------- |
| NAME             | Venäläinen, Piia     |
| KURZBESCHREIBUNG | finnische Biathletin |
| GEBURTSDATUM     | 5. Juli 1970         |